# Catherine Bréchignac
Catherine Bréchignac (París, França, 12 de juny de 1946) és una física, expresidenta del CNRS de 2006 a 2010, i de l'«Alt Consell de les Biotecnologies, des d'abril de 2009 a desembre de 2010, i és secretària perpètua de l'Acadèmia de les Ciències francesa des del 22 de juny de 2010 i posada en funcions el gener de 2011.

## Biografia
És filla del físic Jean Teillac i Andrée Kerleguer; feu els estudis a l'Escola Normal Superior de Fontenay-aux-Roses i a la Facultat de Ciències d'Orsay de la Universitat de París des de 1967 fins a 1971. Va obtenir el seu màster en Física el 1969 i el Diploma d'Estudis Avançats en Física quàntica el 1970. Va ser nomenada professora agregada de física el 1971, i després va ser destinada des de 1971 fins a 1984 al Centre Nacional de la Recerca Científica, al si del laboratori Aimé Cotton d'Orsay, primer com a investigadora, un any després d'obtenir el doctorat en ciències físiques a la Universitat París XI d'Orsay, el 1977, com a investigadora. Va ser nomenada directora de Recerca el 1985.
El 1989 dirigí el laboratori Aimé Cotton, un dels més grans situats a la Universitat París XI. A continuació, entre 1995 i 1997, va ser directora científica del Departament de Ciències Físiques i Matemàtiques del CNRS.
Va ser nomenada presidenta del CNRS i després del Consell de ministres, des de l'11 de gener de 2006, a proposta del ministre d'Educació Superior i Recerca François Goulard, després d'una crisi de lideratge que havia vist competir el seu predecessor i el CEO del CNRS. Es va formar llavors un tàndem amb Arnold Migus com a directors generals.
Políticament, es declara progressista i lliure per treballar. A petició de la UMP, ha participat en l'elaboració del programa concernent a les recerques per a les eleccions presidencials de França de 2007.
Va ser elegida membre de l'Acadèmia de les Ciències francesa el 2005 i va guanyar diversos premis pel seu treball, incloent el de la mateixa Acadèmia. Catherine Bréchignac va ser nomenada presidenta de l'Alt Consell de les Biotecnologies el 22 d'abril de 2009. Després d'haver estat elegida, el 22 de juny de 2010, secretària perpètua de l'Acadèmia de les Ciències, va deixar la presidència de l'Alt Consell el 31 de desembre de 2010, per poder concentrar-se plenament en la seva nova funció.
És igualment membre del Consell Científic de l'Oficina Parlamentària de Ciència i Tecnològica (OPECST).
El 20 de gener de 2010 va ser reemplaçada al capdavant del CNRS per Alain Fuchs, quan era candidata a la seva pròpia successió. Va ser nomenada ambaixadora delegada de Ciència, Tecnologia i Innovació.

## Aportacions científiques
Catherine Bréchignac és una especialista en física atòmica, subespecialitzada en física molecular. La seva recerca s'ha preocupat principalment dels agregats d'àtoms, coneguts en anglès com clusters. És una dels primers a estar interessada en aquests objectes, de vegades prop de les nanopartícules. És autora o coautora de més de 120 articles publicats en revistes especialitzades.

## Altres funcions i desenvolupaments socials
- Presidenta del CNRS.
- Membre de l'Institut.
- Presidenta del Consell d'Administració del Palais de la Découverte.
- Presidenta electa de l'ICSU.
- Membre de l'Académie des technologies.
- Secretària perpètua de l'Acadèmia de les Ciències francesa.
- Directora de Renault.

## Algunes publicacions

### Llibres
- Catherine Bréchignac, Philippe Houdy, Marcel Lahmani. 2007. Nanomaterials and nanochemistry. Edició il·lustrada de Springer, 747 pàgs. ISBN  3-540-72992-5.

## Honors

### Membre de
- 1997: Acadèmia de les Ciències Francesa
- 1999ː Membre de l'Acadèmia Americana d'Arts i Ciències
- 2000ː Membre de l'Académie des technologies
- 2003ː Membre de l'Institut de Física (Regne Unit)
- 2005: Acadèmia de les Ciències Francesa.
- 2010ː Membre de l'Acadèmia Europaea
- 2010ː Membre associat de la Reial Acadèmia Belga de Ciències, Lletres i Belles Arts
- 2015ː Membre associat de l'Acadèmia de Ciències i Tècniques Hassan II del Marroc

### Distincions
- 1991: Premi de l'Acadèmia de les Ciències Francesa.
- 1994: Medalla de plata del CNRS.
- 2003: Premi Holweck i medalla per l'Institut de Física i la Societat Francesa de Física
- 2003ː Oficiala de la Legió d'Honor.
- 2003ː Doctora honoris causa de la Universitat Lliure de Berlín, de Geòrgia Tech i d'EPFL.
- 2006ː Doctora honoris causa per Geòrgia Tech Institute - Estats Units
- 2007ː Doctora honoris causa per l'Escola Politècnica Federal de Lausana
- 2008ː Prix Roberval (amb P. Houdy i M. Lahmani)
- 2009ː Humboldt Research Fellowship (Alemanya)